# Banwa (Cameroun)
Pour les articles homonymes, voir Banwa.
Banwa est une commune du Cameroun située dans la région de l'Ouest et le département du Haut-Nkam.

## Population
Lors du recensement de 2005, la commune comptait 11 693 habitants, dont 2 032 pour Banwa-Centre.
Cette population est composée des Bamilékés majoritaires 88%, les Anglophones 7%, les Mbos 4% et les autres 1%.

## Structure administrative de la commune
Outre Banwa-Centre proprement dit, la Commune comprend 10 (dix) Groupements et Villages reconnus par le Ministère de l'Administration Territorial (MINAT) : 
- Bakonti
- Bameleck
- Bapoungue
- Fonti
- Fomessa 1
- Fomessa 2
- Fombele
- Fonsi
- Fotsi
- Foyavé

## Chefferies traditionnelles
L'arrondissement de Banwa compte six chefferies traditionnelles de 2e degré et quatre chefferies traditionnelles de 3e degré 
Chefferies traditionnelles de 2e degré :
- Bapoungue
- Fonti
- Fomessa 1
- Fomessa 2
- Fombele
- Fotsi

Chefferies traditionnelles de 3e degré 
- Bakonti
- Bameleck
- Fonsi
- Foyavé[2].

## Histoire
Banwa était l'un des composants de l'arrondissement de Kekem. L'unité administrative du district de Banwa a été créée en 1992 par décret présidentiel no 92/206 du 5 octobre 1992. Puis, par décret no 094/009 du 12 juin 1994, le Chef de l'État fixe le ressort territorial de ce district sur une dizaine de chefferies de 2e et du 3e degré.

## Géographie
L'arrondissement de Banwa est traversé par la nationale n°5 au lieu-dit Moumée-Pont, situé à 10km de Banwa-Centre. Il compte six groupements et quatre villages. La Commune compte 25 conseillers municipaux tous issus de l'UMS (Union des Mouvements Socialistes), depuis le double scrutin municipal et législatif de 2020. 
L'urbanisation s'étend de Banwa-Centre vers le quartier Makongo. Makongo a l'avantage d'être une île c'est-à-dire une zone entourée de fleuves. Sur le plan sociologique, Banwa est jaloux de son cosmopolitisme qui fait de lui une mosaïque de culture. Il est peuplé en majorité de bamilekés, ensuite des anglophones et enfin des Mboo. 
La carrière de pierre située dans le Groupement Fonti est un riche patrimoine du peuple Banwa. 
À cela s'ajoutent les chutes d'Ekom (environ 80 m de haut) située dans le Groupement Fomessa 1, qui ont servi de décor au film Greystoke, la légende de Tarzan de Hugh Hudson, avec Christophe Lambert et bien d'autres. L'Arrondissement de Banwa s'étend sur 250km².

## Économie
L'agriculture reste l'activité principale notamment la culture du café, du cacao et du palmier à huile d'où le nom provient.